# اوبالنفاهن
Überlandwagen أو اوبالنفاهن ("مركبة برية") عبارة عن ناقلة توريد مجنزرة مبنية على هيكل دبابة إيه7في شتورم بانزر الألمانية. عندما تم تطوير إيه7في لأول مرة ، سمحت لجنة التصميم بتركيب الهيكل بهيئة حمل حمولة بديلة.

## وصف
تقاسمت اوبالنفاهن هيكل مشترك مع دبابة إيه7في. كلاهما له تعليق مشتق من الجرار الأمريكي هولت والمحرك التوأم بقوة 100 حصان من دايملر موتورين جيزيلشافت مثبتة مركزيًا. تم تحديد موضع القيادة على منصة فوق المحركات، مع مجموعات مزدوجة من أدوات التحكم للقيادة في أي من الاتجاهين لتجنب الحاجة إلى تحويل السيارة. تم تركيب مظلة فوق موضع القيادة، وتم تركيب قطرات ونهايات خشبية في مقدمة السيارة وخلفها. تمت إضافة بعض القضبان لقضبان من القماش المشمع لدعم مساحات التحميل. تم تركيب خطافات الجر على طرفي الهيكل.
كانت المركبة بسرعة قصوى تبلغ 13 كيلومتر في الساعة (8.1 ميل/س) ويديرها سائق ومساعد.